# Circuit urbain de Berlin
Le circuit urbain de Berlin est un circuit automobile temporaire empruntant les rues de la capitale de l’Allemagne, Berlin. Il a accueilli une seule fois l’ePrix de Berlin comptant pour le championnat de Formule E FIA.

## Historique
Le ePrix de Berlin 2016 s'y est tenu le 21 mai 2016. C’était le seul ePrix qui a eu lieu sur ce circuit car le précédent et les suivants ont eu lieu sur le circuit de Berlin-Tempelhof. Il a été remporté par Sébastien Buemi.

## Description

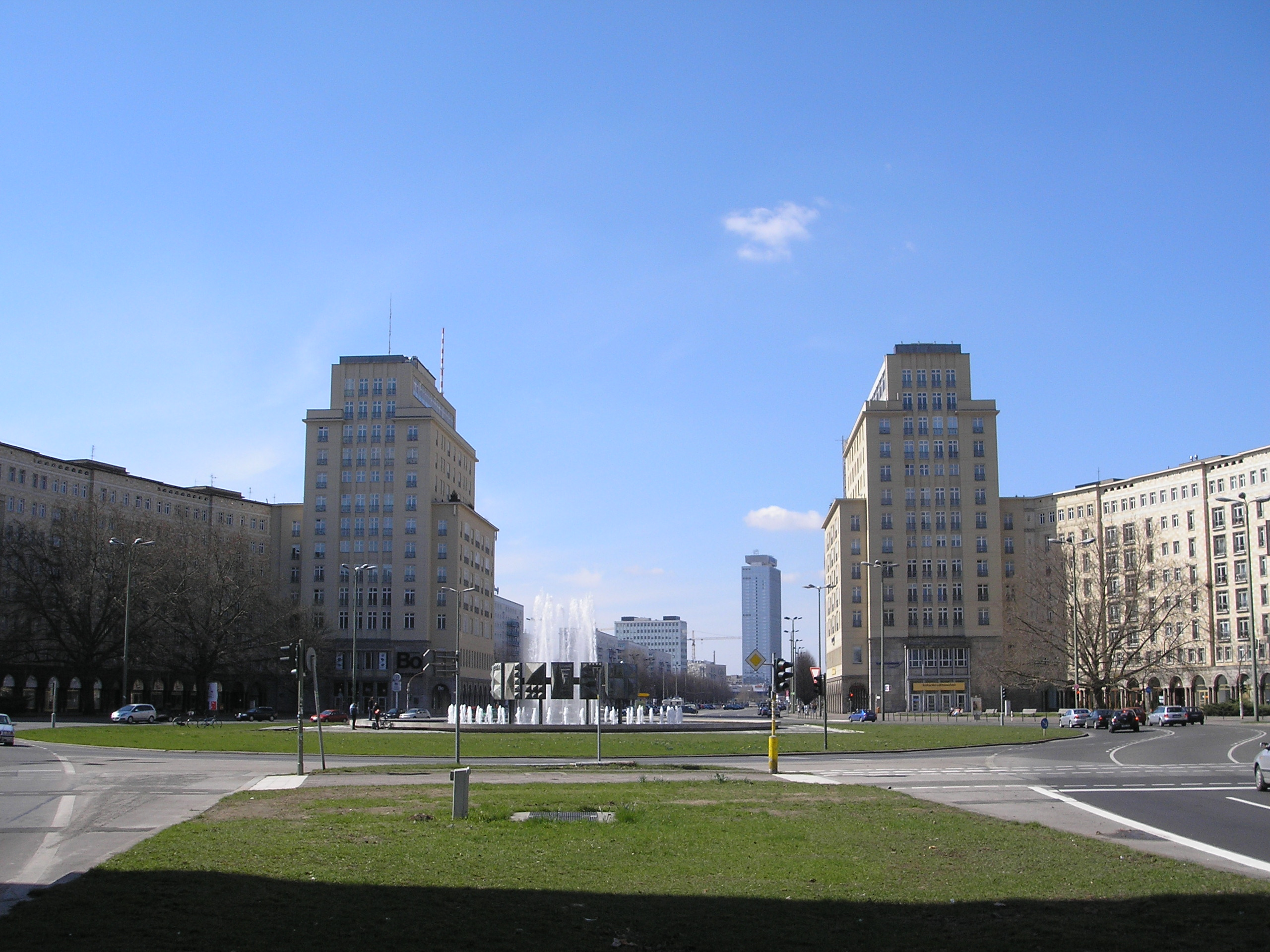
La Strausberger Platz, à Berlin.

Le tracé est composé de 11 virages et est long de 2,030 km.
Le circuit se situe au centre-ville de Berlin, il se situe pas loin du Fernsehturm. La ligne de départ-arrivé se situe sur la Karl-Marx-Allee, après l’épingle du virage 1, le circuit emprunte la rue pour aller vers le Strausberger Platz, la droit est interrompue par une chicane.
Après le quatrième virage, le tracé utilise la rue de Lichtenberger, après deux virages gauche, ils se redirige de nouveau vers le rond-point, après l’avoir passé, le circuit se trouve sur la place des Nations unies, après un autres épingles au virages 10, et après avoir de nouveau passé le rond-point, le tracé rejoint la Karl-Marx-Allee, les entrées et sorties de stands se trouve dans le virage 1.